# Bij ’t Vuur
Bij ’t Vuur war ein niederländischer Hersteller von Automobilen.

## Unternehmensgeschichte
Das Unternehmen von C. Bij ’t Vuur aus Arnhem begann 1902 mit der Produktion von Automobilen. 1905 endete die Produktion.

## Fahrzeuge
Das erste Modell 6 ½ HK besaß einen Zweizylindermotor von Aster, eine viersitzige Tonneau-Karosserie und eine Motorhaube im Stile von De Dion-Bouton. Kurz darauf ergänzten die Zweizylindermodelle 9 HK und 12 HK das Angebot.